# Cyrtarachne conica
Cyrtarachne conica är en spindelart som beskrevs av O. Pickard-Cambridge 1901. Cyrtarachne conica ingår i släktet Cyrtarachne och familjen hjulspindlar. Inga underarter finns listade i Catalogue of Life.